# فرودگاه لاکنو
محله هوایی لاکنو (به انگلیسی: Lucknow Airpark) یک فرودگاه خصوصی است که یک باند فرود چمن دارد و طول باند آن ۱۰۰۶ متر است. این فرودگاه در کشور کانادا قرار دارد و در ارتفاع ۲۹۳ متری از سطح دریا واقع شده است.